# Amastus scriblita
Amastus scriblita là một loài bướm đêm thuộc phân họ Arctiinae, họ Erebidae.